# Глостер Гребе
Глостер Гребе (енгл. Gloster Grebe) је британски ловачки авион који је производила фирма Глостер (енгл. Gloster). Први лет авиона је извршен 1923. године. 

Наручено је око 120 примерака верзије Гребе 2, од којих неки са дуалним контролама, за обуку.
Највећа брзина авиона при хоризонталном лету је износила 243 km/h.
Распон крила авиона је био 8,94 метара, а дужина трупа 6,17 метара. Празан авион је имао масу од 769 килограма. Нормална полетна маса износила је око 1151 килограма. Био је наоружан са два или четири митраљеза Викерс калибра 7,7 мм и до 4 бомбе од по 9 кг.

## Наоружање
| Наоружање авиона: Глостер Гребе |          |
| Ватрено (стрељачко) наоружање   |          |
| Топ                             |          |
| Митраљез                        |          |
| Број и ознака митраљеза         | 2-4      |
| Калибар                         | 7,7      |
| Бомбардерско наоружање (бомбе)  |          |
| Класичне авио бомбе             | 4        |
| Укупна маса                     | до 36 кг |
| Ракетно наоружање (ракете)      |          |